# Glaire
Glaire – miejscowość i gmina we Francji, w regionie Grand Est, w departamencie Ardeny.
Według danych na rok 1990 gminę zamieszkiwały 993 osoby, a gęstość zaludnienia wynosiła 154 osób/km².

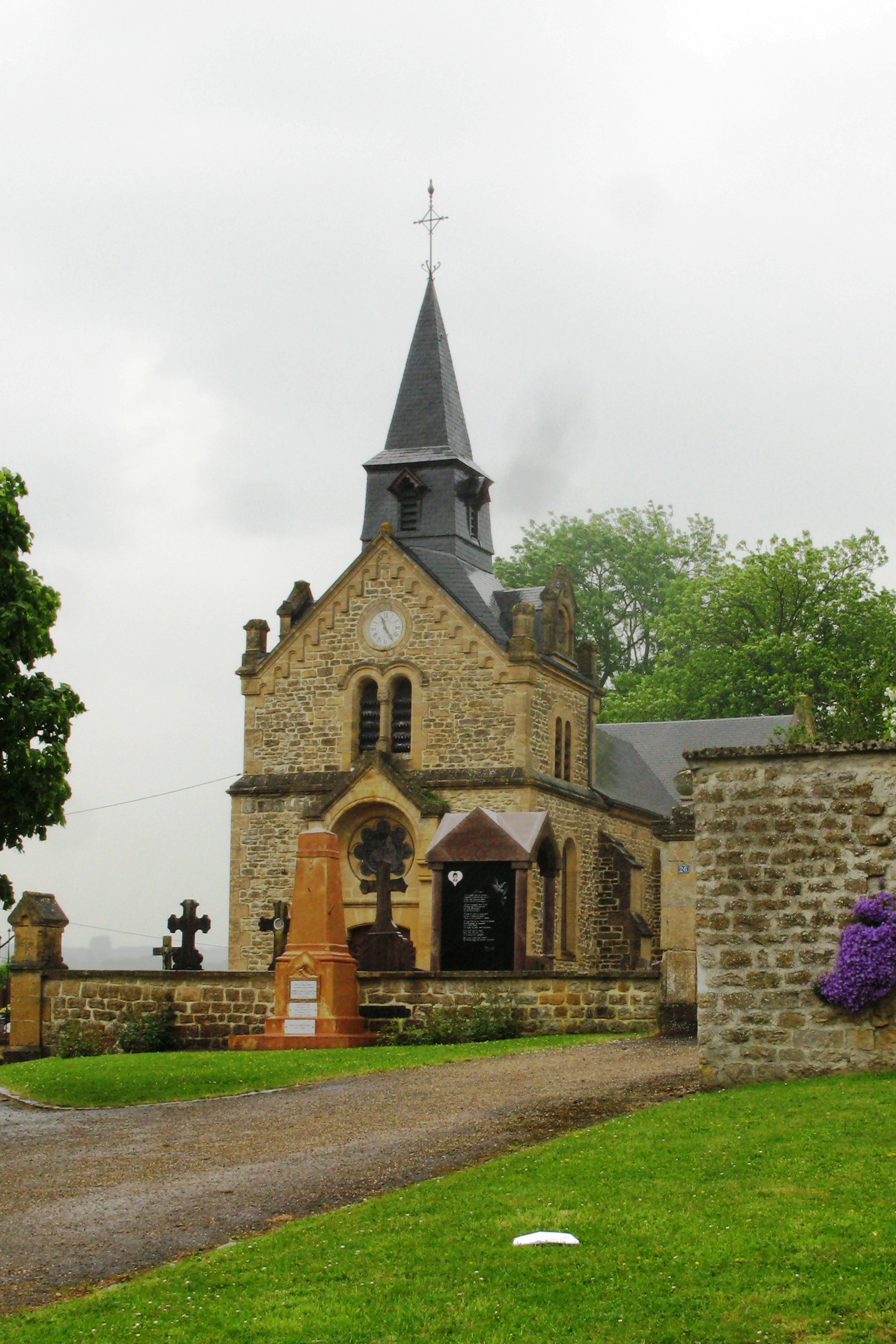
Kościół w Glaire, 2010